# Ushma Olava
Ushma Susanna Olava (* 4. August 1981 in Helsinki als Ushma Susanna Karnani) ist eine finnische Schauspielerin und Sängerin.

## Biografie
Ushma Olava wurde am 4. August 1981 in Helsinki geboren. Sie ist Tochter eines Inders und einer Finnin. Sie studierte an der Theaterakademie Helsinki. Zudem war sie Mitglied der finnischen Band Gimmel. 2005 heiratete sie Pekka Olava. Ihr Debüt gab sie 2006 in der Fernsehserie Donna Paukku. Von 2017 bis 2019 wurde sie für die Serie Konttori gecastet. Anschließend trat sie 2019 in Nurses auf. Zwischen 2019 und 2022 war Olava in Aikuiset zu sehen. 2023 bekam sie eine Rolle in Sunnuntailounas.

## Filmografie
Serien
- 2006–2007: Donna Paukku
- 2017–2019: Konttori
- 2019: Nurses
- 2019: Hillo
- 2019–2022: Aikuiset
- 2022: Kultakala
- 2022: Rakkaat lapset
- 2023: Putous
- 2023: Sunnuntailounas